# Terapie intravenoasă

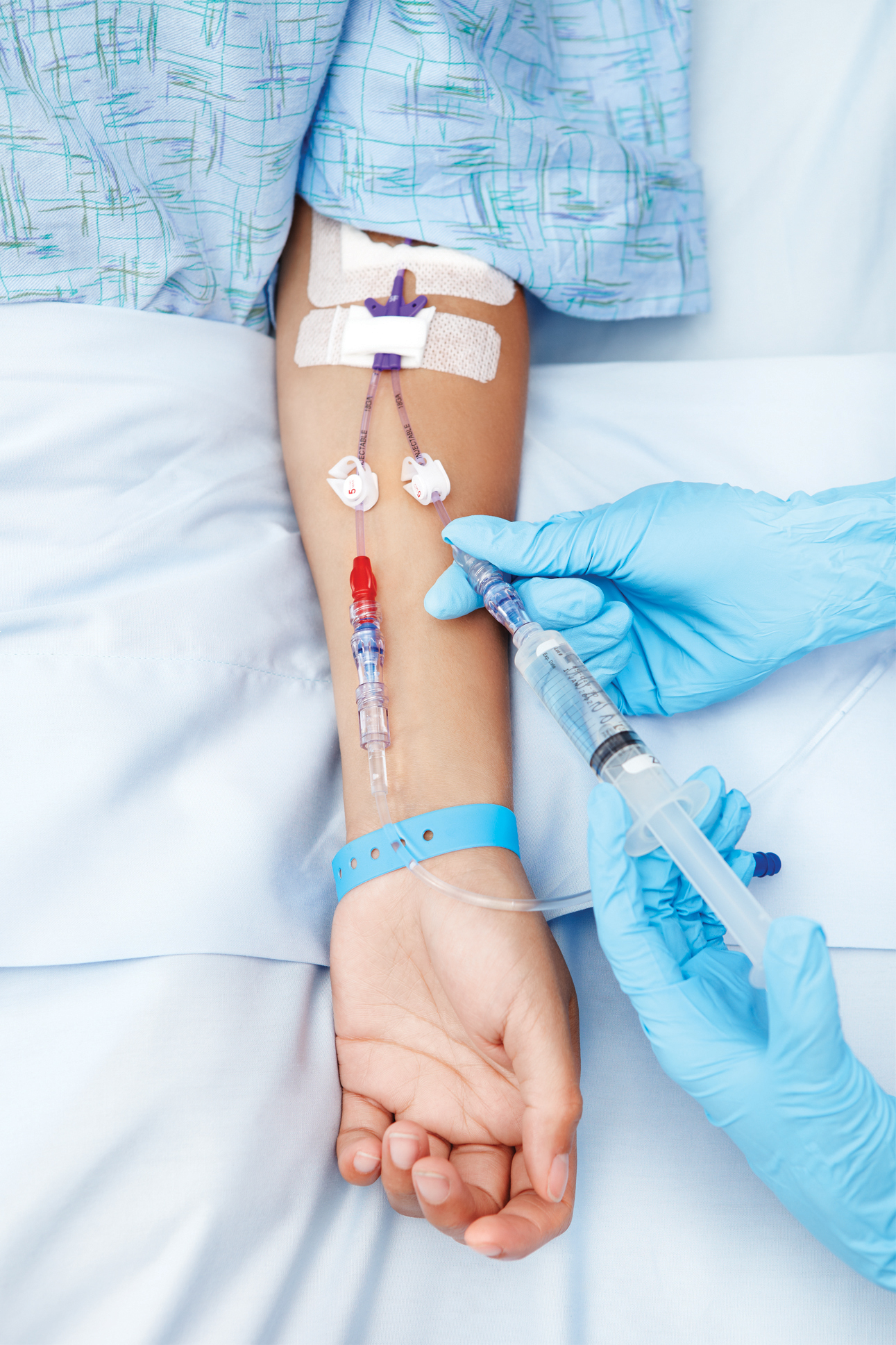
Persoană primind medicație printr–o linie intravenoasă (canulă)

Terapia intravenoasă (abreviată ca terapie IV) este o tehnică medicală care administrează fluide, medicamente și substanțe nutritive direct în vena unei persoane. Calea de administrare intravenoasă este folosită în mod obișnuit pentru rehidratare sau pentru a oferi nutrienți pentru cei care nu pot sau nu vor – din cauza stărilor mentale alterate sau din alte cauze – să consume alimente sau apă pe cale orală. De asemenea, poate fi utilizat pentru a administra medicamente sau alte terapii medicale, cum ar fi produse din sânge sau electroliți, pentru a corecta dezechilibrele electrolitice. Încercările de a oferi terapie intravenoasă au fost înregistrate încă din anii 1400, dar practica nu s-a răspândit până în anii 1900 după dezvoltarea tehnicilor de utilizare sigură și eficientă.